# Sammy Hagar
Samuel Roy Hagar (Monterey, California; 13 de octubre de 1947), más conocido como Sammy Hagar, es un guitarrista de rock, cantante y compositor estadounidense. Fue miembro de Van Halen y, a principios de los años 1970, de la banda de rock Montrose. Primo del músico Ken Tamplin. Actualmente es el vocalista del supergrupo de hard rock Chickenfoot. Figura en el puesto 12 en el listado Los 100 mejores vocalistas del Metal de todos los tiempos.

## Biografía

### Inicios
Tras una breve carrera como boxeador, siguiendo los pasos de su padre, Sammy se interesó por la floreciente escena musical del Sur de California, formando su primera banda, The Faboulous Catillas. También se le conoció en alguna de las otras bandas pre-Montrose como Skinny, Sammy Hagar Band, Justice Brothers, Dustcloud, Cotton, Jimmy y Manhole.

### Montrose (1973-1975)
El mayor éxito de su carrera hasta entonces vendría de la mano del trabajo junto al grupo Montrose en sus discos de debut Montrose (1973) y Paper Money (1974), incluyendo la canción compuesta por el propio Hagar "Bad Motor Scooter". Tras desavenencias con el fundador Ronnie Montrose durante una gira europea, Sammy dejó el grupo junto con el bajista Bill Church y el batería Denny Carmassi en 1977.

### En solitario (1976-1984)
Hagar comenzó entonces una ascendente carrera de éxito en solitario. Tras un moderado éxito en Capitol Records con discos como Nine on a Ten Scale (1976) que incluía la exitosa canción "Red", Hagar buscó la colaboración de su amigo y excolega de Justice Brothers David Lauser como batería. Con el cambio a Geffen Records, disfrutó de éxitos como "Heavy Metal", "Three Lock Box" y su quizás más conocida "I Can't Drive 55", una protesta contra la limitación federal de circular a más de 55 millas por hora (88km/h) en las autopistas estadounidenses (dicha ley fue modificada más tarde y finalmente abolida, por lo que la canción fue cambiada a 65). Esta canción apareció en la película Back to the Future Part II. Durante este periodo grabó ocho álbumes de estudio: Nine on a Ten Scale (1976), Sammy Hagar (1977), Musical Chairs (1977), Street Machine (1979), Danger Zone (1980), Standing Hampton (1981), Three Lock Box (1982) y VOA (1984). Dos de ellos se convirtieron en disco de oro y dos en disco de platino.
La continua aparición durante este periodo de Sammy con ropa roja en sus vídeos hizo que fuera conocido como el roquero rojo.

### Hagar Schon Aaronson Shrieve (1984)
En 1983-84 Sammy Hagar y Neal Schon formaron el supergrupo HSAS (Hagar Schon Aaronson Shrieve) junto con el bajista ex-Foghat Kenny Aaronson y el baterista ex-Santana Michael Shrieve.
HSAS dio un pequeño tour navideño de beneficencia y publicó un álbum llamado Through The Fire. Este proyecto tuvo corta vida. Un tema en particular, una versión de "A Whiter Shade of Pale" recibió una notable difusión, logrando el puesto N.º 94 de las listas de sencillos Billboard.

### Van Halen (1985-1996)

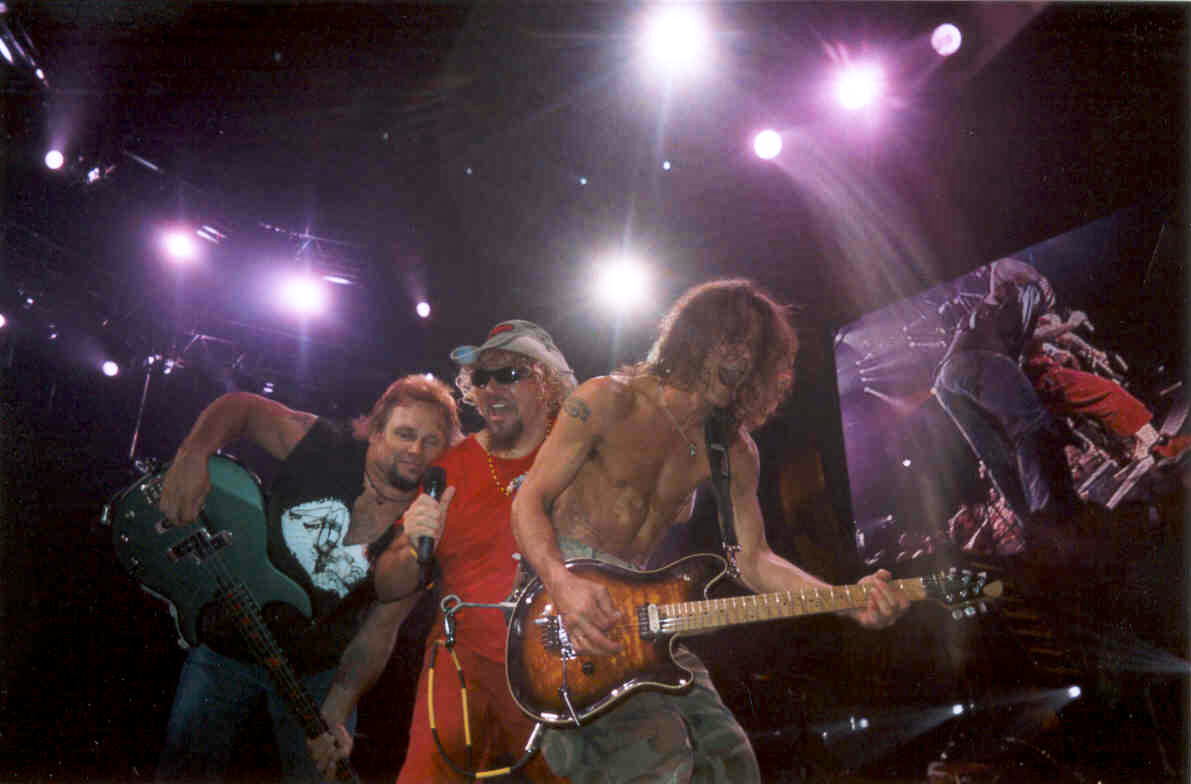
Hagar con Van Halen, 2004

Tras separar los caminos con el popular vocalista David Lee Roth, los demás miembros de Van Halen contactaron muchos músicos para buscar un vocalista. Gracias al aprecio de Eddie por Montrose, oyeron y rápidamente concedieron a Hagar la vacante.
Con Sammy al frente, Van Halen produjo 4 "platinos", números 1 en las listas Billboard: 5150, OU812, For Unlawful Carnal Knowledge y Balance (cabe mencionar que en la época de Roth, Van Halen solo tuvo un número 1 con "Jump"). Aun así, los problemas acabaron aflorando, llegando a su fin en 1996. Hagar no estuvo de acuerdo en grabar dos pistas más en la banda sonora de la película Twister. Sammy se opuso al lanzamiento de un álbum de grandes éxitos en ese punto de la carrera de la agrupación. A esos dos sucesos se sumó la contratación del mánager Ray Danniels, luego de la muerte de Ed Leffler. Para empeorar la situación, Eddie Van Halen empezó a trabajar con David Lee Roth y grabó dos nuevas canciones que terminarían incluyéndose en el recopilatorio Best of Volume I. Cuando terminó la colaboración de la banda con Roth, los miembros de Van Halen optaron por contratar al cantante Gary Cherone, vocalista de la agrupación Extreme, también manejada por el mencionado Ray Danniels.

### Solista nuevamente y Planet Us (1996-2002)
Decidido a resurgir su carrera, Hagar empezó a producir nuevos trabajos en solitario tras dejar Van Halen en 1996. Impulsó su nueva banda en solitario llamada The Waboritas, contando de nuevo con David Lauser a la batería, así como el ex-teclista Jesse Harms y el nuevo guitarrista Vic Johnson ex-Busboys y la bajista Mona Gnader ex-Tommy Tutone. En el 2002, con Van Halen sin reformarse todavía, Hagar se reunió con los guitarristas Neal Schon de Journey y más tarde con Joe Satriani para formar un nuevo proyecto llamado Planet Us, junto con Michael Anthony al bajo y Deen Castronovo en la batería. A pesar de tener grandes intenciones, la banda solo grabó dos canciones y tocó unas pocas veces antes de disolverse cuando Hagar y Anthony se reincorporaron a Van Halen.

### Reunión con Van Halen (2003-2005)

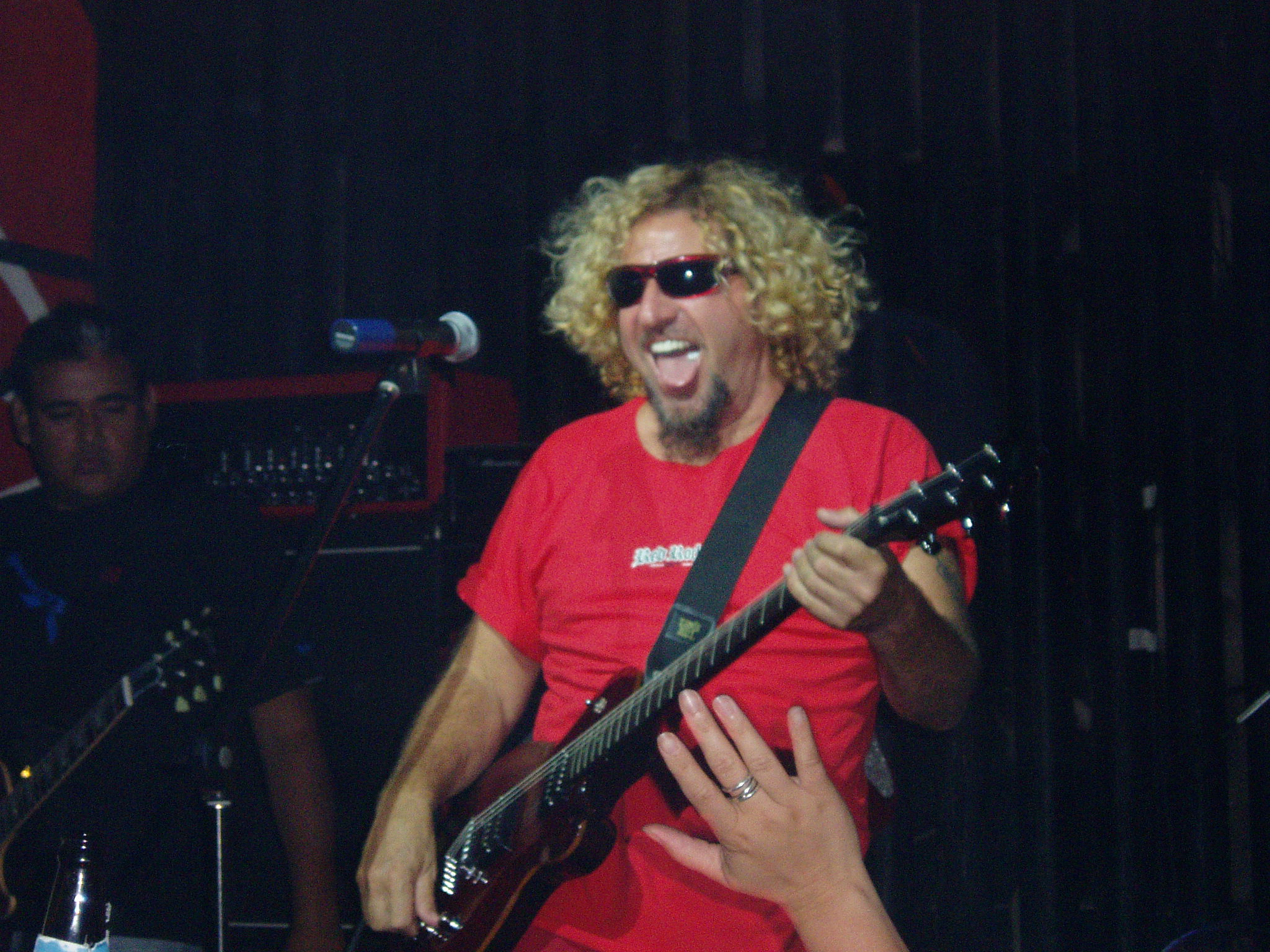
Hagar en el 2005.

Tras el exitosa gira Heavyweights of Rock (2003), donde compartió liderazgo con David Lee Roth, Hagar empezó a recordar a sus excompañeros de Van Halen, al que acabó llamando a finales de 2003 a través de un amigo común. A principios de 2004, Van Halen junto con Sammy Hagar se anunciaron al gran público culminando con un anticipado tour veraniego y un doble CD titulado The Best of Both Worlds, incluyendo tres nuevas canciones de Van Halen interpretadas por Sammy Hagar.
Los siguientes conciertos del tour trajeron más problemas, especialmente cuando Eddie Van Halen cayó en el abuso del alcohol, con el lamentable final en el show de Tucson, Arizona cuando acabó el concierto, en el que Eddie estampó su guitarra contra el escenario lanzando astillas al público. Esto causó que la tensión subiera tras el escenario y que se frustraran las posibilidades de la grabación de un nuevo disco.

### Sammy and The Waboritas (2006-presente)
En 2005 Hagar continuó tocando con los Waboritas y giró por la costa Atlántica y el Medio Oeste, sumando al bajista Michael Anthony, llamando a la banda Los Tres Gusanos. En agosto de ese año, Hagar inició un nuevo mini-tour comenzando en el DTE Energy Music Theatre en Clarkston, Míchigan.

### Chickenfoot (2008-presente)
En 2009 lanzó el disco Chickenfoot con el supergrupo del mismo nombre, formado por el bajista Michael Anthony (ex-Van Halen), el virtuoso guitarrista Joe Satriani y al baterista de Red Hot Chilli Peppers, Chad Smith. Un segundo álbum de Chickenfoot fue publicado en el 2011 con el nombre Chickenfoot III.
Lanzó su autobiografía titulada Red: My Uncensored Life in Rock, que ha llegado al número 1 de superventas en The New York Times Best Seller list.

### The Circle (2014–present)
Hagar formó un nuevo supergrupo en 2014, con Michael Anthony, el guitarrista de Waboritas Vic Johnson y el baterista Jason Bonham. El grupo se llamó The Circle ya que, según Hagar, "esta banda me ha llevado a completar el círculo en mi carrera", presentando temas de sus éxitos en solitario, junto con Montrose, Van Halen y Chickenfoot. Las canciones de Led Zeppelin también se presentaron en homenaje a Led Zeppelin debido a que Jason es el hijo de su baterista, John Bonham. Centrarse en The Circle significaba que Chickenfoot se pondría en pausa, ayudado por el hecho de que el otro supergrupo le dio a Hagar cierta frustración al "gastar medio millón en un disco, escribiendo y grabando durante seis meses". Es mucho trabajo, y luego no vender muchos discos". The Circle comenzó la gira en 2014, con una grabación en vivo en el álbum, At Your Service en mayo de 2015. En agosto de 2015, se informó que The Circle estaba teniendo discusiones sobre hacer un disco de estudio para seguir su álbum en vivo, con Hagar declarando, "Quiero ver lo que [The Circle] puede hacer en el estudio, tengo una vibración sobre lo que creo que será esta banda, y no es rock clásico, lo creas o no. Quiero tocar, como el folk rock americano, con un toque fuerte. ...¿Recuerdas The Band? Sí, escribir letras sobre América, y sobre el mundo. Tengo la sensación de que esta banda podría hacerlo muy bien. Lo descubriremos". El primer álbum de estudio de Sammy Hagar & the Circle, Space Between, fue lanzado el 10 de mayo de 2019 en BMG. El álbum debutó en el número 4 de la lista de Billboard 200, en el número 1 de la lista de ventas de álbumes de Billboard, en el número 1 de la lista de álbumes independientes de EE. UU. y en el número 1 de la lista de álbumes de rock de Billboard. El inicio de las ventas marcó la tercera semana de ventas más grande de Hagar desde que Nielsen Music comenzó a rastrear datos en 1991.

## Vida personal

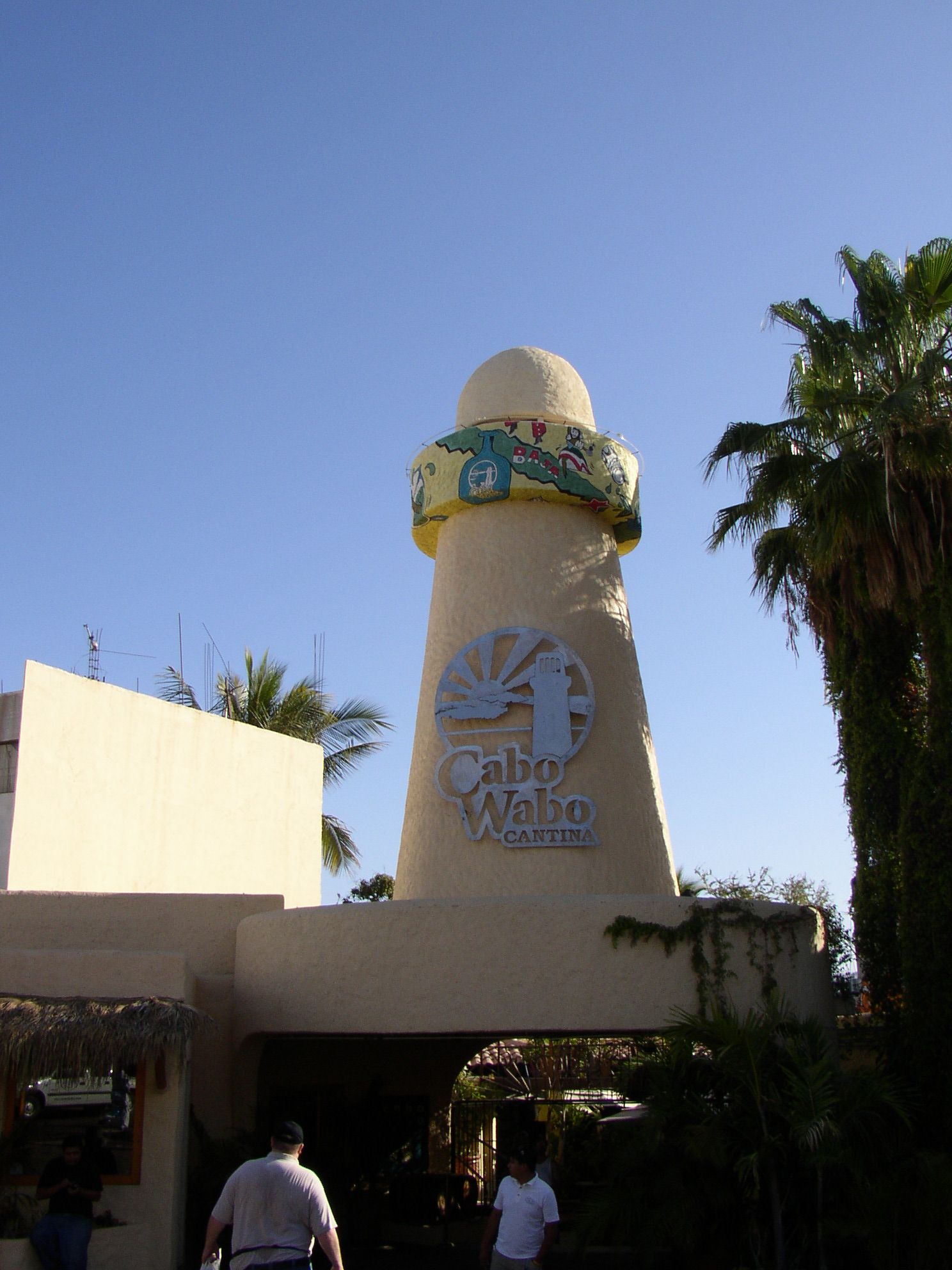
Restaurante Cabo Wabo en Cabo San Lucas, México

Hagar se casó con su primera esposa, Betsy Berardi, el 3 de noviembre de 1968. Tuvieron dos hijos, Aaron (nacido en 1970) y Andrew (nacido en 1984). En 1994, la pareja se divorció luego de 26 años de matrimonio. Se casó con su actual esposa, Kari Hagar, el 29 de noviembre de 1995 y tuvieron dos hijas, Kama (nacida en 1996) y Samantha (nacida en el 2001).
Desde 1977, Hagar ha vivido en el Tamalpais Pavilion, una casa modernista diseñada por el arquitecto inglés Paffard Keatinge-Clay a mediados de los años 1960, cerca a Corte Madera, California.
Es primo del cantante Ken Tamplin, reconocido por su trabajo con las bandas Joshua, Shout y Magdallan, adicionalmente a su carrera como solista.
Hagar también posee propiedades en Mill Valley, California, Palm Desert, California, Cabo San Lucas, México, y Maui, Hawaii. Fundó la cadena de bares y restaurantes llamada Cabo Wabo, con sedes en Cabo San Lucas, México, Harvey's Lake Tahoe, Nevada, Las Vegas y Hollywood, California.

## Discografía

### Montrose
- Montrose (1973) RIAA: Platino
- Paper Money (1974)

### Solista
- Nine on a Ten Scale (1976)
- Sammy Hagar (1977) RIAA: Oro
- Musical Chairs (1977)
- Street Machine (1979)
- Danger Zone (1980)
- Standing Hampton (1981) RIAA: Platino
- Three Lock Box (1982) RIAA: Oro
- VOA (1984) RIAA: Platino
- I Never Said Goodbye (1987)
- Marching To Mars (1997)
- Cosmic Universal Fashion (2008)

### HSAS
- Through The Fire (1984) #42 EE. UU., #92 UK

### Van Halen
- 5150 (1986) RIAA: 6x Platino
- OU812 (1988) RIAA: 4x Platino
- For Unlawful Carnal Knowledge (1991) RIAA: 3x Platino
- Live: Right Here, Right Now (1993) RIAA: 2x Platino
- Balance (1995) RIAA: 3x Platino
- Best of Volume I (1996) RIAA: 3x Platino
- The Best of Both Worlds (2004) RIAA: Platino

### Sammy Hagar and the The Waboritas/Wabos
- Red Voodoo - Sammy Hagar and The Waboritas (1999) #22 EE. UU.
- Ten 13 - Sammy Hagar and The Waboritas (2000) #52 EE. UU.
- Not 4 Sale - Sammy Hagar and The Waboritas (Oct 1, 2002) #181 EE. UU.
- Live: Hallelujah - Sammy Hagar and The Waboritas (May 2003) #152 EE. UU.
- Livin' It Up! - Sammy Hagar and The Wabos (2006) #50 EE. UU.

### Chickenfoot
- Chickenfoot (2009)
- Chickenfoot III (2011)
- LV (2012)

### Compilados y álbumes en vivo
- All Night Long (Set. 1978) #89 EE. UU.
- Loud & Clear (marzo de 1980)
- Rematch (1982)
- Live 1980 (1983)
- Looking Back (1986)
- Rematch And More (1987)
- Live - Very Live In Concert (1989)
- Red Hot! (1992)
- The Best of Sammy Hagar (1992)
- Unboxed (1994) #51 EE. UU. RIAA: Oro
- Anthology (1995)
- Turn Up the Music! (1995)
- The Best Of Sammy Hagar (1999)
- Very Best Of Sammy Hagar (2001)
- Classic Masters (Oct 8, 2002)
- Greatest Hits Live! (Oct. 2003)
- The Essential Red Collection (2004) #76 EE. UU.